# Juan Agüayo
Juan de Dios Agüayo Moreno (ur. 11 marca 1997 w Guadalajarze) – meksykański piłkarz występujący na pozycji środkowego obrońcy, od 2024 roku zawodnik UdeG.